# Хабэвкаяха (приток Тыдэотты)
Хабэвкаяха (устар. Хабэвка-Яха) — река в Пуровском районе Ямало-Ненецкого АО России. Устье реки находится в 57 км по левому берегу Тыдэотты. Длина реки составляет 15 км.
Вытекает из небольшого озерца, расположенного между озёрами Нгарка-Лакомбойто и Педраяганто, течёт на юго-восток и впадает в Тыдэотту в 57 км от её устья. Притоков и населённых пунктов не берегах нет.

## Данные водного реестра
По данным государственного водного реестра России относится к Нижнеобскому бассейновому округу, водохозяйственный участок реки — Пур, речной подбассейн реки — подбассейн отсутствует. Речной бассейн реки — Пур.
Код объекта в государственном водном реестре — 15040000112115300059583.